# جواز سفر مالي
يصدر جواز سفر مالي لمواطني مالي للسفر خارج مالي. يمكن لمواطنين مالي السفر إلى الدول الأعضاء في المجموعة الاقتصادية لدول غرب إفريقيا.
لون جواز السفر المالي بني غامق كتبت في الأعلى عبارة «جمهورية مالي» وفي الوسط طلع شعار جمهورية مالي وفي الأسفل كتبت عبارة «جواز سفر» كباقي جوازات السفر العادية.

## متطلبات طلب جواز السفر
يجب على مقدم الطلب تقديم المستندات التالية والرسوم قبل إصدار جواز سفر جديد.
- شهادة الميلاد
- شهادات الهوية
- إثبات الجنسية
- صور بحجم جواز السفر
- ملف مختوم

## اللغات
صفحة المعلومات والبيانات مطبوعة باللغتين الإنجليزية والفرنسية.